# Giovanni Prevosti
Giovanni Prevosti, detto Gianni (Brescia, 10 febbraio 1922 – Brescia, 20 luglio 2010), è stato un allenatore di calcio e calciatore italiano, di ruolo ala.

## Carriera

### Giocatore
Ha giocato in Serie A con il Brescia, disputando 8 gare e segnando un goal; il debutto in massima serie nella stagione 1945-1946 è avvenuto il 21 ottobre 1945 in Brescia-Modena (1-0).
Successivamente ha disputato tre campionati con il Catania. È giunto nel 1947 con gli altri bresciani Faustino Ardesi e Dante Rigamonti. Ha contribuito alla promozione degli etnei in Serie B nella stagione 1948-1949 e totalizzando 9 presenze con una rete nella serie cadetta. Ha poi giocato tre stagioni nel Lecce, una nell'Enna, nel Matera, nell'Acireale ed ha chiuso la sua carriera di calciatore a Paternò, dove ha iniziato quella di allenatore.
Con il Paternò disputa tre stagioni, dal 1957 al 1960.

### Allenatore
Da allenatore, ha guidato la Polisportiva Paternò in Prima Categoria, è stato promosso in Serie D con la Massiminiana, è stato vice di Luigi Valsecchi al Catania.
Nel 1974 esordisce sulla panchina della Libertas Nesima; nel 1975 è confermato dalla nuova società Jolly Catania. Nel 1977 vince l'Interregionale, laureandosi campione d'Italia di categoria. In Serie A diventa direttore tecnico al fianco di Saro Coci; così vince lo scudetto femminile. Nel 1979 la squadra chiude terza e lui è comunque a supporto di Coci, guidando la squadra nel finale.

## Palmarès

### Giocatore
- Serie C: 1

Catania 1948-1949

### Allenatore

#### Competizioni nazionali
- Campionato italiano: 1

Jolly Componibili Catania 1978

#### Competizioni regionali
- Prima Categoria: 1

Massimiana: 1960-1961